# Mon gosse (film, 1921)
Pour les articles homonymes, voir My Boy (homonymie).
Pour plus de détails, voir Fiche technique et Distribution.
Mon gosse (My Boy) est un film américain réalisé par Albert Austin et Victor Heerman en 1921, connu surtout pour avoir son premier rôle interprété par Jackie Coogan, 7 ans.

## Synopsis
Venant de France, le petit Jackie Blair arrive à New York sans plus personne au monde pour s'occuper de lui : pendant le voyage, sa mère est morte dans l’entrepont. Il échappe aux agents qui contrôlent l’immigration à Ellis Island en se glissant dans une famille de huit personnes et il suit chez lui un vieux marin, le capitaine Bill, qui était en train de chercher du travail sur le front de mer. Jackie se rend utile à la maison et, quand arrive le matin et que le capitaine décide de le ramener au bureau d’immigration, Jackie le supplie de pouvoir rester. Par la suite, le capitaine tombe malade et Jackie sort exécuter des danses avec un joueur d’orgue de barbarie pour obtenir l’argent nécessaire à l’achat de médicaments. Invité à une fête dans un centre d’œuvres sociales parrainé par une dame riche, Jackie est accusé de lui avoir volé son sac à main. Mais le sac à main est retrouvé, et il s’avère que la dame est Mrs. Blair la grand-mère de Jackie, qui était à sa recherche dans toute la ville.

## Fiche technique
- Titre : Mon gosse
- Titre original : My Boy
- Réalisation : Albert Austin, Victor Heerman
- Montage : Irene Morra
- Genre : drame
- Dates de sortie :
  - États-Unis : décembre 1921
  - France : 6 octobre 1922[1]

## Distribution
- Jackie Coogan, Jackie Blair
- Claude Gillingwater, Capitaine Bill
- Mathilde Brundage, Madame Blair

## DVD
Ce film est fourni en complément sur l'édition DVD de Le Kid de Charlie Chaplin de MK2, film sorti la même année, avec le même jeune acteur et sur un thème similaire.